# Molly Renshaw
Molly Jane Renshaw (* 6. Mai 1996 in Mansfield) ist eine ehemalige britische Schwimmerin. Bei Weltmeisterschaften erschwamm sie eine Gold- und eine Bronzemedaille auf der 25-Meter-Bahn. Bei Europameisterschaften erkämpfte sie dreimal Gold, einmal Silber und einmal Bronze auf der 50-Meter-Bahn sowie einmal Silber auf der 25-Meter-Bahn. Außerdem war die Engländerin zweimal Zweite und zweimal Dritte bei den Commonwealth Games.

## Sportliche Karriere

### Die Jahre bis 2016
Molly Renshaws internationale Karriere begann 2011 mit einer Bronzemedaille über 200 Meter Brust bei den Junioreneuropameisterschaften. Drei Wochen später nahm Renshaw an den Weltmeisterschaften in Shanghai teil und schied über 200 Meter Brust mit der 20. Vorlaufzeit aus. Für eine Halbfinalteilnahme fehlten ihr 0,48 Sekunden. Ende des Jahres bei den Kurzbahneuropameisterschaften in Stettin belegte sie den fünften Platz über 200 Meter Brust. Bei den Junioreneuropameisterschaften 2012 siegte Renshaw über 200 Meter Brust und wurde Vierte über 100 Meter Brust. 2013 wurde sie Vierte über 200 Meter Brust bei den Juniorenweltmeisterschaften.
Ende Juli 2014 bei den Commonwealth Games in Glasgow erreichten Taylor McKeown und Sally Hunter einen australischen Doppelsieg über 200 Meter Brust. Über anderthalb Sekunden hinter Hunter schlug Renshaw als Dritte an und hatte dabei 0,4 Sekunden Vorsprung vor der Schottin Hannah Miley. Für ihren Vorlaufeinsatz in der 4-mal-100-Meter-Lagenstaffel erhielt Renshaw eine Silbermedaille. Drei Wochen später schied Renshaw bei den Europameisterschaften in Berlin als 19. der Vorläufe über 100 Meter Brust aus. Über 200 Meter Brust erreichte Renshaw das Finale und erkämpfte die Silbermedaille mit vier Sekunden Rückstand auf die Dänin Rikke Møller Pedersen. Renshaw hatte dabei 0,26 Sekunden Vorsprung vor der drittplatzierten Spanierin Jessica Vall. 2015 bei den Weltmeisterschaften in Kasan wurde Renshaw 18. der Vorläufe über 200 Meter Brust.
Im Mai 2016 bei den Europameisterschaften in London Belegte Renshaw den siebten Platz über 100 Meter Brust und wurde über 200 Meter Brust Vierte. Die britische Lagenstaffel mit Georgia Davies, Molly Renshaw, Laura Stephens und Harriet Cooper erreichte den Endlauf mit der viertbesten Vorlaufzeit. Im Finale waren Kathleen Dawson, Chloé Tutton, Siobhan-Marie O’Connor und Francesca Halsall fast fünf Sekunden schneller als die Vorlaufstaffel und gewannen mit über zwei Sekunden Vorsprung vor den Italienerinnen. Alle acht eingesetzten Britinnen erhielten eine Goldmedaille. Zweieinhalb Monate später bei den Olympischen Spielen in Rio de Janeiro wurde zunächst der Wettbewerb über 100 Meter Brust ausgetragen. Als 23. der Vorläufe fehlten Renshaw sieben Zehntelsekunden für das Erreichen des Halbfinales. Drei Tage später begannen die Vorläufe über 200 Meter Brust. Renshaw erreichte das Finale und belegte den sechsten Platz, ihre Landsfrau Chloé Tutton wurde Vierte. Ende des Jahres bei den Kurzbahnweltmeisterschaften in Windsor schied Renshaw im Halbfinale über 100 Meter Brust aus. Über 200 Meter Brust gewann sie den Titel mit 0,01 Sekunden Vorsprung vor der Kanadierin Kelsey Wog, drei Zehntelsekunden zurück wurde Tutton Dritte.

### Die Jahre von 2017 bis 2022
2017 bei den Weltmeisterschaften in Budapest wurde Molly Renshaw Sechste über 200 Meter Brust und war damit zweitbeste Europäerin hinter der russischen Weltmeisterin Julija Jefimowa. Im April 2018 bei den Commonwealth Games in Gold Coast gewann über 200 Meter Brust die Südafrikanerin Tatjana Schoenmaker mit über einer Sekunde Vorsprung vor Renshaw, die knapp vor der für Wales antretenden Tutton Silber gewann. Vier Monate später bei den Europameisterschaften in Glasgow siegte Julija Jefimowa über 200 Meter Brust vor Jessica Vall, 0,41 Sekunden hinter Vall und 0,20 Sekunden vor der zweiten Spanierin Marina García Urzainqui erschwamm Renshaw die Bronzemedaille.
Im Juli 2019 bei den Weltmeisterschaften in Gwangju wurde Renshaw Siebte über 100 Meter Brust und Fünfte über 200 Meter Brust. Die britische Lagenstaffel mit Georgia Davies, Molly Renshaw, Alys Thomas und Freya Anderson erreichte den achten Platz. Ende 2019 bei den Kurzbahneuropameisterschaften in Glasgow erreichte Renshaw nur über 200 Meter Brust den Endlauf. Es siegte die Russin Marija Temnikowa mit 1,31 Sekunden Vorsprung vor Renshaw, die ihrerseits 0,02 Sekunden vor der drittplatzierten Italienerin Martina Carraro anschlug.
Wegen der COVID-19-Pandemie wurden die für 2020 geplanten Meisterschaften größtenteils nach 2021 verschoben.
Bei den Europameisterschaften in Budapest im Mai 2021 wurde Renshaw Fünfte über 100 Meter Brust. Über 200 Meter Brust gewann sie den Titel mit sieben Zehntelsekunden Vorsprung vor der Schweizerin Lisa Mamié. Die Lagenstaffel mit Cassie Wild, Sarah Vasey, Harriet Jones und Freya Anderson erreichte die fünftbeste Vorlaufzeit. Im Endlauf schwammen Kathleen Dawson, Molly Renshaw, Laura Stephens und Anna Hopkin über sechs Sekunden schneller und siegten mit über zwei Sekunden Vorsprung vor den Russinnen. Zwei Monate nach den Europameisterschaften wurden in Tokio die olympischen Schwimmwettbewerbe ausgetragen. Über 200 Meter Brust erreichten mit Molly Renshaw und Abbie Wood zwei Britinnen das Finale. Renshaw wurde wie schon in Rio de Janeiro Sechste, Wood belegte den siebten Platz. Ende des Jahres bei den Kurzbahnweltmeisterschaften in Abu Dhabi belegte Renshaw den fünften Platz über 100 Meter Brust. Über 200 Meter Brust siegte Emily Escobedo aus den Vereinigten Staaten mit 0,03 Sekunden Vorsprung vor der Russin Jewgenija Tschikunowa. Acht Hundertstelsekunden hinter der Russin erkämpfte Renshaw die Bronzemedaille.
Im Juni 2022 bei den Weltmeisterschaften in Budapest wurde Renshaw Achte über 100 Meter Brust und Sechste über 200 Meter Brust. Über 200 Meter Brust war sie damit zweitbeste Europäerin. Von Ende Juli bis Anfang August wurden in Birmingham die Commonwealth Games 2022 ausgetragen. Sowohl über 100 Meter Brust als auch über 200 Meter Brust belegte Renshaw den vierten Platz. Die englische Lagenstaffel mit Lauren Cox, Molly Renshaw, Laura Stephens und Anna Hopkin erkämpfte die Bronzemedaille hinter den Australierinnen und den Kanadierinnen mit 0,21 Sekunden Vorsprung auf das südafrikanische Quartett. An den im August ausgetragenen Europameisterschaften nahm Renshaw bereits nicht mehr teil. Offiziell gab sie ihren Abschied vom Leistungssport im November 2022 bekannt.